# Dirt 4
Dirt 4 est un jeu vidéo de course de rallye développé et édité par Codemasters, sorti en 2017 sur Windows, Linux, PlayStation 4 et Xbox One.

## Accueil
- IGN : 9,2/10[1]